# 渡航文書

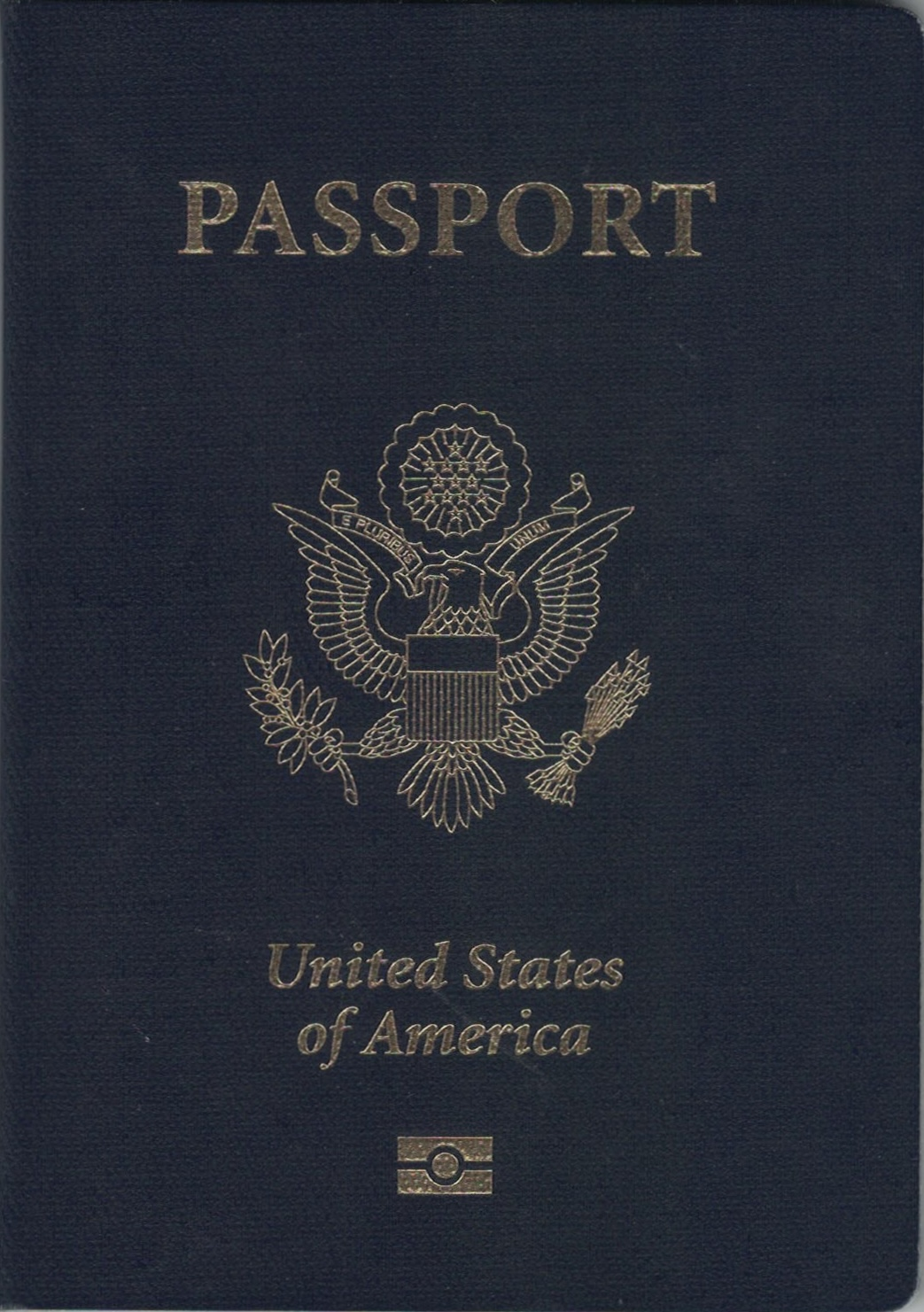
旅券は渡航文書の一例である(写真はアメリカ合衆国のもの)

渡航文書（とこうぶんしょ、英語: travel document）とは、政府または国際機関によって発給される、個人または少人数の団体が国境を越えることを円滑にするための身分証明書である。渡航文書は通常、外国政府に対し、所持人が発給国に帰国することができることを保障し、また外国政府が査証や出入国証印を押印・貼付することができるよう、冊子体で発行されることが多い。最も一般的な渡航文書はパスポートであり、パスポートの所持人は一定の国への入国の際、査証が不要となるなどの便宜を享受できることが多い。しかし、渡航文書という場合には、難民旅行証明書など、国籍の証明のない文書に限って指すこともある。

## パスポート
一般的に、パスポートは発給国の国籍の証明の役割をも果たす渡航文書である。大多数の国は受け付けるものの、いくつかの国は政府承認していない国の発給するパスポートを明示的に無効としている。

## レセパセおよび緊急パスポート
レセパセ（laissez-passer）は、政府や、国際連合、欧州連合、国際赤十字委員会（ICRC）など、一部の国際機関が発給する渡航文書。レセパセは、しばしば人道的理由の存在する場合に限り、発給国からの片道渡航のため発給される。一部の国家は、自国民に対し、緊急パスポートとしてレセパセを発給する。また一部の国家は、無国籍者、自国政府からパスポートの発給を受けることができない者、自国政府が発給国から承認されていない者に対し、レセパセを発給する。 
歴史的には、レセパセは戦時と平時を通じて発給されており、多様な公務員、外交官、その他の国家を代表する者や、第三国の国民に対し、文字通り（レセパセには「通過を許す」という意味がある）、特定の地域への渡航の許可状や交戦地域・交戦国から外に出ることの許可状として機能していた。この文脈では、レセパセは渡航の自由に関して、相当特定的かつ限定的なものであった。状況に応じて、様式や発給官署は基準通りであることもあれば、そうでないこともあった。
その一例として、1950年代初頭に、イラク政府が同国居住のユダヤ人住民12万人に対し、国籍および全ての資産の放棄を条件として、イラクから出国の許可を与えた例がある（エズラ・ネヘミヤ作戦）。この際、国籍を放棄しているため、イラクのパスポートを発給することができないので、レセパセが発給された。

## 国際連合渡航文書

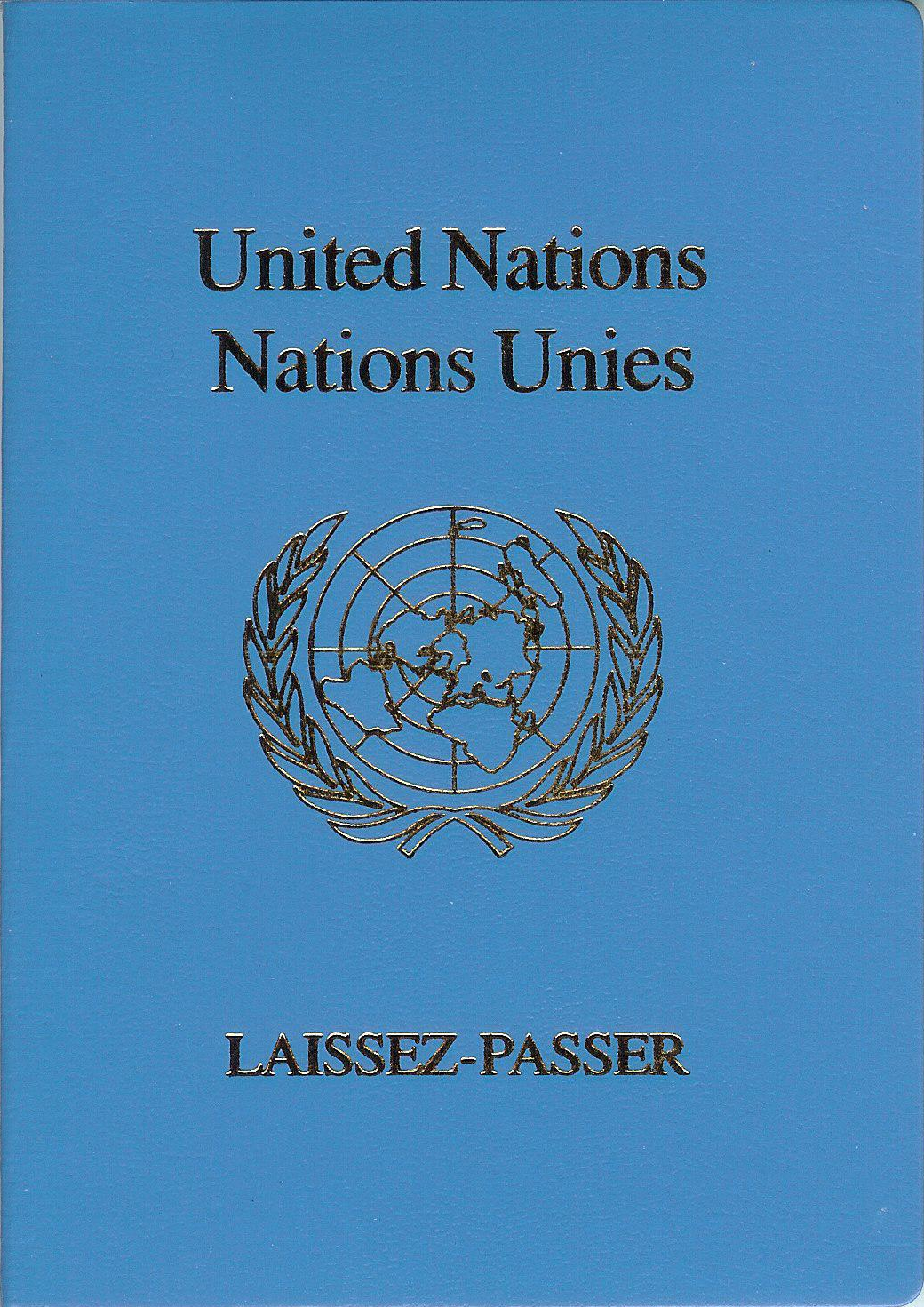
国連のレセパセ

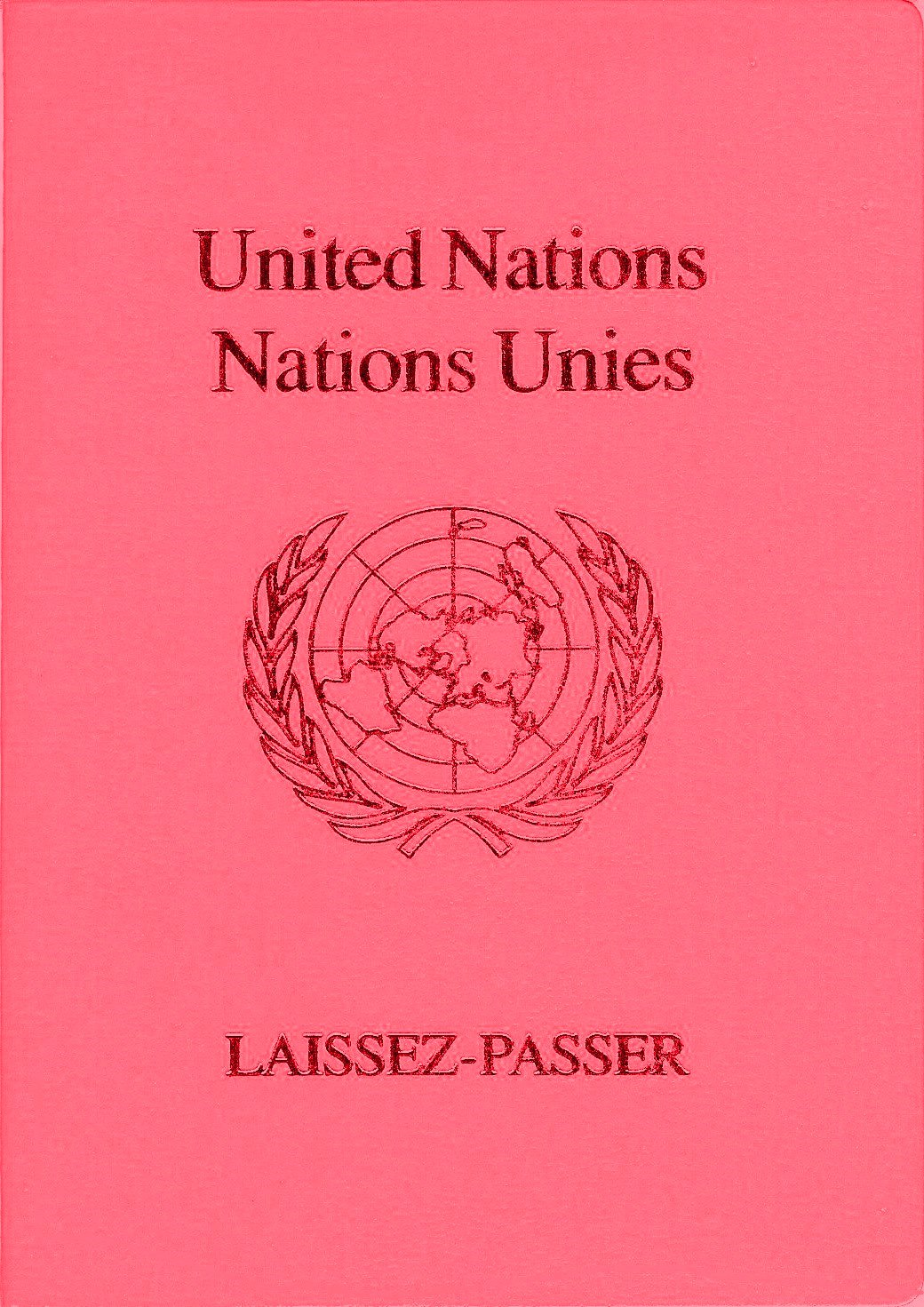
国連のレセパセ

国際連合（および国際労働機関（ILO））は、国連およびその専門機関などいくつかの国際機関の職員に対し、レセパセを発給している。職員の家族が公用のため渡航する場合も同様である。国連レセパセはパスポートと類似しており、世界のほとんどの国が効力を認めているが、いくつかの国家は、入国のため十分な文書として受け付けていない。一般にレセパセを所持しているからといって、外交特権が認められるわけではないが、一部の特権は認められることがある。
2000年から2010年にかけて、国際連合コソボ暫定行政ミッション（UNMIK）はコソボ住民に対して「UNMIK渡航文書」を発給した。これは、他の方法ではコソボ住民がパスポートを入手することができない場合が多かったからである。

## その他の渡航文書

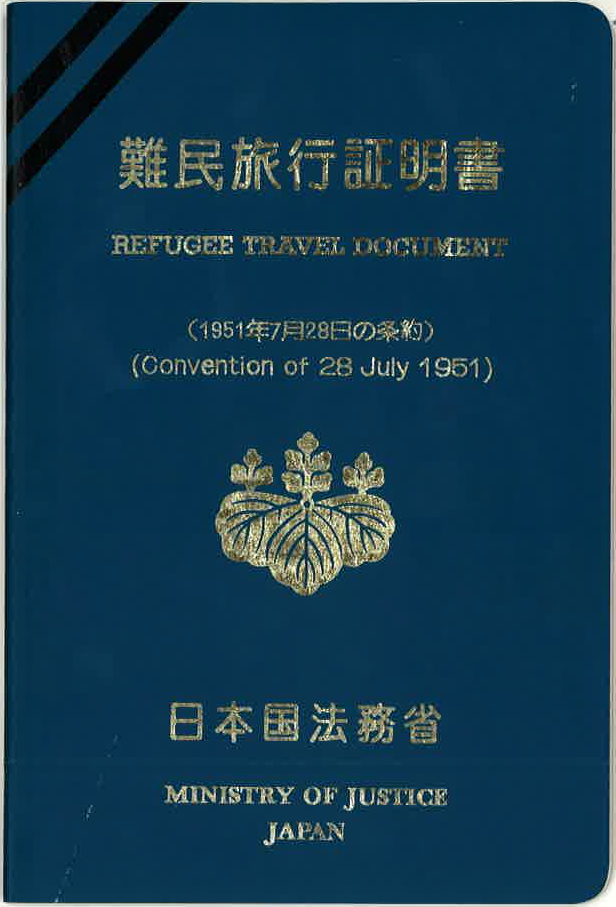
難民旅行証明書は難民に交付するパスポートの代わりの渡航文書

他の目的で発給された文書が、通常一部の国家においてのみ、渡航文書として機能することがある。欧州連合における国家の発行する身分証明書、アメリカ合衆国のパスポートカード、アメリカ合衆国・カナダの一部の州における、強化版運転免許証（英語: Enhanced Driver's License）などである。
日本国政府は、国外で日本国旅券を紛失したが、急いで日本に帰国する必要があるといった日本国民に、在外公館が帰国のための渡航書を発給する。これは日本への帰国1回限り・片道限り有効の渡航文書である。
香港政府は、香港人に香港旅券を発給し、またイギリス政府は、香港人のうちイギリス国民 (海外)である者にBN(O)旅券を発給するが、これらは中国本土への渡航には使用できない。代わりに、中華人民共和国公安部から「港澳居民来往内地通行証」（Mainland Travel Permit for Hong Kong and Macao Residents）というクレジットカード大の渡航文書の発給を受けて使用する。
国際刑事警察機構(インターポール)は、インターポール・トラベル・ドキュメントにて国境を越えた犯罪捜査などを円滑に行えるようにしている。